# 標準画質映像
標準画質映像（ひょうじゅんがしつえいぞう）は、標準的な画質、解像度について扱う項目。団体、国によって名称や定義する範囲が異なる。

## SDTV
SDTV（Standard Definition TeleVision、標準解像度テレビ）とは、主に地上波アナログテレビ放送で使用された解像度に近い、以下の解像度を指す。デジタル放送（ISDB、DVB、ATSC）の開始以降、HDTVと区別するために用いられる頻度が多くなった。
この表は、コンポーネントシリアルデジタル伝送やシリアルコンポジットデジタル伝送の解像度と異なる。
これより低い解像度、ワンセグなどは含まれない。
| 名称 | 最大画素数（横×縦） | アスペクト比（横:縦） | フィールド | フレーム |
| ---- | ------------------- | --------------------- | ---------- | -------- |
| 480i | 720×480             | 16:9/4:3              | 60         | -        |
| 480p | 720×480             | 16:9/4:3              | -          | 60       |
| 576i | 720×576             | 16:9/4:3              | 50         | -        |
| 576p | 720×576             | 16:9/4:3              | -          | 50       |

## 日本
標準テレビジョン放送（Standard Television Broadcasting）は日本における定義である。日本の標準方式により放送されている。電波法の規定では、高精細度テレビジョン放送の垂直解像度はインターレースで1125本順次走査で750本以上と決められているため、これ未満が標準テレビジョン放送になる。総務省令による標準方式における、固定受信向け標準テレビジョン放送に該当する映像は以下の通り。
| 有効走査線 | 画素数（横×縦） | アスペクト比（横:縦） | フィールド | フレーム |
| ---------- | --------------- | --------------------- | ---------- | -------- |
| 483        | 720×480         | 16:9/4:3              | 60         | -        |
| 483        | 720×480         | 16:9                  | -          | 60       |

## アメリカ
日本などでは480p/576pの順次走査の映像はSDTVと呼ばれているが、アメリカの標準化団体、全米家電協会ではSDTVに含まずにEDTVとしている。よってATSCではSDTV  -　EDTV - HDTVと分類される。これは日本の分類と異なる。このため英語版Wikipediaと日本語版は扱う解像度が異なっている。
| 解像度     | アスペクト比（横:縦） | 名称 |
| ---------- | --------------------- | ---- |
| 480i/576i  | 16:9/4:3              | SDTV |
| 480p/576p  | 16:9/4:3              | EDTV |
| 720p/1080i | 16:9                  | HDTV |

## テレビ受像機
電子情報技術産業協会では、フルスペックデジタルチューナーを搭載したテレビ受像機は垂直有効解像度650本以上であればハイビジョン受像機を名乗れるため、「ハイビジョン」との境が650本になっている。

## テレビゲーム・コンピュータ・スマートフォン
コンピューターでSDと呼ばれる映像である。ピクセルアスペクト比（1:1）となっている。
| 画素数（横×縦） | アスペクト比（横:縦） | フレーム |
| --------------- | --------------------- | -------- |
| 640×480         | 4:3                   | 60/30    |
| 853/854×480     | 16:9                  | 60/30    |
| 768×576         | 4:3                   | 50/25    |
| 1024×576        | 16:9                  | 50/25    |

## シリアルコンポーネントデジタル
シリアルコンポーネントデジタル伝送は、D1-VTRなどのコンポーネントデジタルVTRで使われている（SMPTE 259M）。

## シリアルコンポジットデジタル
コンポジットデジタル伝送はD2-VTRで使われている。

## スカパー!
スカパー!プレミアムサービス - 「標準画質チャンネル」はH.264圧縮ではなくMPEG-2圧縮である。480iであってもH.264で圧縮されている放送は「標準画質チャンネル」ではない。